# Hans-Dietrich Kahlke
Hans-Dietrich Kahlke (* 27. Mai 1924 in Weimar; † 30. Januar 2017) war ein deutscher Prähistoriker und Paläontologe, der sich vor allem mit pleistozänen Ausgrabungen befasste. Er gilt als  Begründer der Weimarer Quartärpaläontologie.

## Leben
Hans-Dietrich Kahlke zeigte schon in seiner Kindheit ein frühes Interesse an der Natur, indem er Gesteine sammelte und Kleintiere präparierte. Nach dem Ablegen des Abiturs wurde Kahlke 1942 in den Zweiten Weltkrieg eingezogen. 1944 geriet er in Italien in englische Kriegsgefangenschaft und besuchte im Gefangenenlager in Ägypten eine sogenannte Wüstenuniversität, dabei wurden Vorlesungen von gefangenen Akademikern organisiert. Als er später nach England verlegt wurde, wurde ihm der Besuch von geowissenschaftlichen und archäologischen Vorlesungen an der Universität Cambridge gestattet.
1948 kehrte Kahlke nach Weimar zurück, half beim Wiederaufbau des Museums für Ur- und Frühgeschichte Thüringens und studierte anschließend Archäologie, Geologie und Anthropologie an der Friedrich-Schiller-Universität Jena. Sein Studium schloss er Ende 1952 mit einer Diplomarbeit und wenige Tage später mit einer Promotion ab.
Seine ersten Ausgrabungen führte Hans-Dietrich Kahlke in Sondershausen und Bruchstedt aus, dabei wurden die bandkeramischen Gräberfelder entdeckt. 1954 entdeckte er bei Ausgrabungen in Voigtstedt Funde fossiler Carnivoren-Reste aus dem Pleistozän, was ihm weltweites Ansehen brachte. Daraufhin organisierte er alljährlich in Weimar ein Treffen von Forschern zur Quartärpaläontologie aus West und Ost. Es folgten weitere Ausgrabungen, die er leitete, beispielsweise in Stránská skála, in der Mosbacher Sande sowie in den Höhlen von Hag-Hum und Tan-Van in Vietnam. Auch hielt Kahlke Gastvorlesungen an Universitäten weltweit.
1962 gründete Kahlke das Institut für Quartärpaläontologie in Weimar, heute Teil des Senckenberg Forschungsinstituts, welches ihm günstigere Forschungsmöglichkeiten bot. Im gleichen Jahr wurde er zum Gründungsdirektor der Quartärkommission der Akademie der Wissenschaften der DDR berufen. 1987 wurde er zum Honorarprofessor der Universität Jena berufen und trat 1991 in den Ruhestand. Im Ruhestand arbeitete er ehrenamtlich für die Senckenberg Gesellschaft für Naturforschung.
1995 wurde er Ehrenmitglied im Thüringischen Geologischen Verein.
Hans-Dietrich Kahlke war verheiratet. Er starb am 30. Januar 2017 im Alter von 92 Jahren nach langer Krankheit.

## Veröffentlichungen (Auswahl)
- Die Großsäugetiere im Eiszeitalter (1955)
- Der Mensch der Steinzeit (1957)
- Ausgrabungen auf vier Kontinenten. Forschungen, Funde, Erkenntnisse. Urania Verlag, Leipzig/Jena/Berlin  (1967)
- Ausgrabungen in aller Welt (1972)
- Das Eiszeitalter (1981)